# Polyodaspis sulcicolis
Polyodaspis sulcicolis är en tvåvingeart som först beskrevs av Johann Wilhelm Meigen 1838.  Polyodaspis sulcicolis ingår i släktet Polyodaspis och familjen fritflugor. Inga underarter finns listade i Catalogue of Life.